# Władimir Suchaczow
Władimir Pawłowicz Suchaczow (ros. Владимир Павлович Сухачёв, ur. 15 lipca 1923 w Moskwie, zm. 23 maja 2002 tamże) – radziecki lotnik wojskowy, pułkownik, Bohater Związku Radzieckiego (1945).

## Życiorys
Urodził się w rodzinie robotniczej. Po ukończeniu szkoły uniwersytetu fabryczno-zawodowego pracował jako tokarz, od lipca 1941 służył w Armii Czerwonej, w 1943 ukończył wojskową lotniczą szkołę pilotów w Mołotowie (obecnie Perm, od 1944 należał do WKP(b). Od sierpnia 1943 uczestniczył w wojnie z Niemcami, był dowódcą klucza 826 pułku lotnictwa szturmowego 335 Dywizji Lotnictwa Szturmowego 3 Armii Powietrznej 3 Frontu Białoruskiego w stopniu starszego porucznika. Do marca 1945 wykonał 110 lotów bojowych, atakując siłę żywą i technikę wroga. Po wojnie kontynuował służbę w lotnictwie, w 1955 ukończył Akademię Wojskowo-Powietrzną, w 1984 zakończył służbę w stopniu pułkownika.

## Odznaczenia
- Złota Gwiazda Bohatera Związku Radzieckiego (29 czerwca 1945)
- Order Lenina
- Order Czerwonego Sztandaru (trzykrotnie)
- Order Wojny Ojczyźnianej I klasy (trzykrotnie)
- Order Czerwonej Gwiazdy (dwukrotnie)
- Order „Za służbę Ojczyźnie w Siłach Zbrojnych ZSRR” III klasy
- Medal „Za zasługi bojowe”

I inne.